# Beugnon
Beugnon es una localidad y comuna francesa situada en la región de Borgoña, departamento de Yonne, en el distrito de Avallon y cantón de Flogny-la-Chapelle.

## Demografía
| 327 | 357 | 388 | 402 | 392 | 409 | 384 | 405 | 402 | 368 | 378 | 363 | 369 | 353 | 331 | 331 | 322 | 305 | 314 | 306 | 287 | 302 | 287 | 285 | 280 | 298 | 252 | 247 | 226 | 240 | 302 | 330 | 324 |
| Para los censos de 1962 a 1999 la población legal corresponde a la población sin duplicidades (Fuente: INSEE [Consultar]) |     |     |     |     |     |     |     |     |     |     |     |     |     |     |     |     |     |     |     |     |     |     |     |     |     |     |     |     |     |     |     |     |